# Département de Chimaltenango
Chimaltenango est un département du Guatemala. Sa capitale est Chimaltenango.
Selon le recensement de 2000, la population du département était de 448 000 habitants. La majorité des habitants sont des descendants des Mayas Cakchiquel. La superficie du département est de 1 979 km2.
Outre la ville de Chimaltenango, le département compte les villes de Santa Apolonia (connue pour ses céramiques), Comalapa et Patzún (célèbre pour ses célébrations de la Fête-Dieu en juin). Chimaltenango abrite également des ruines maya de Iximché et Mixco Viejo, ainsi que de plus petits sites. De nombreuses ONG humanitaires sont basées à Chimaltenango.
L'abréviation du nom du département est CMT.

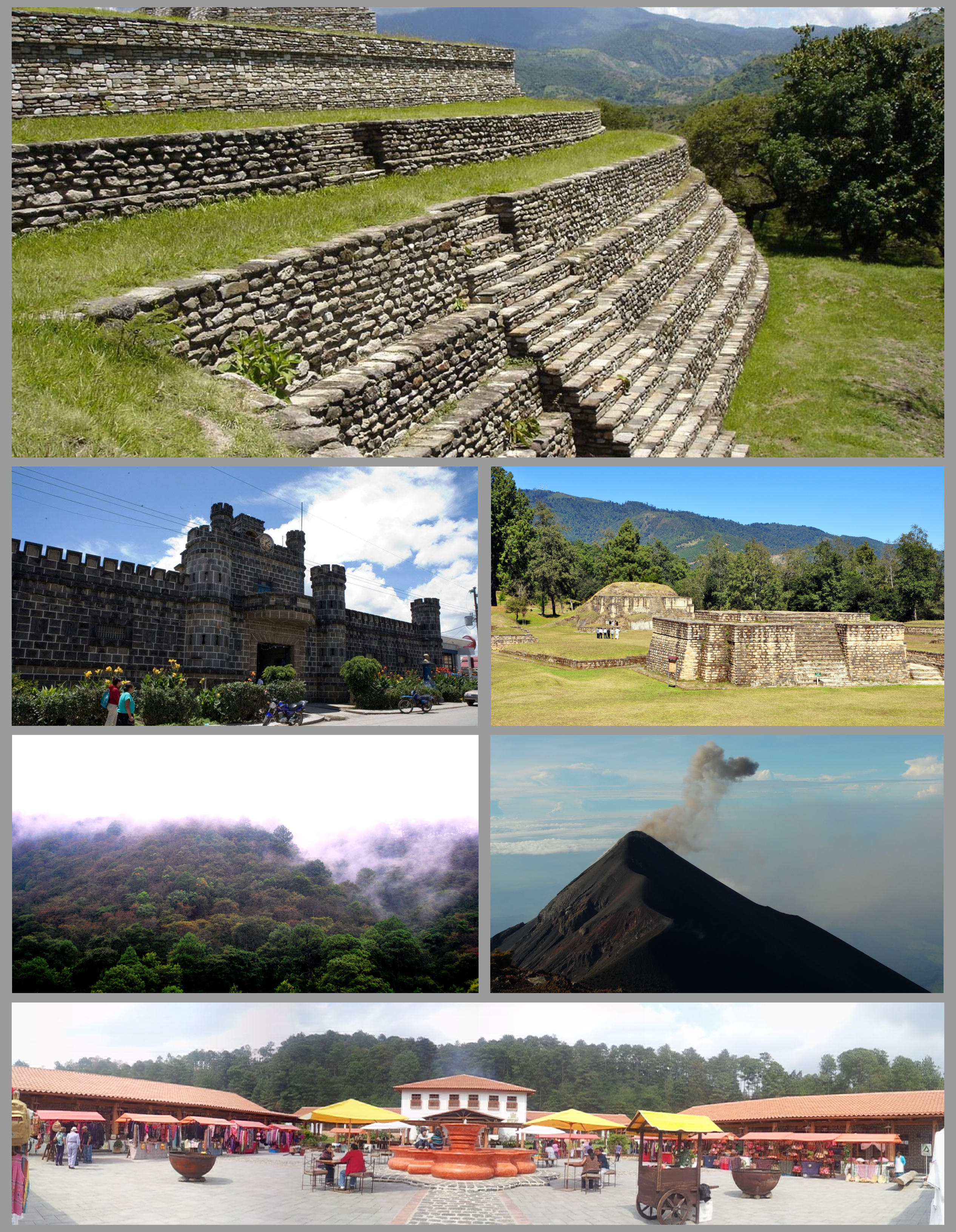

De haut et de gauche à droite : Ruines de Mixco Viejo à San Martín Jilotepeque, Palais PNC à Chimaltenango, Ruines de Iximché à Tecpán, les forêts madrilènes de pins et de chênes dans la région et l'Hacienda Real à Tecpán.

## Municipalités
1. Acatenango
2. Chimaltenango
3. Comalapa
4. El Tejar
5. Parramos
6. Patzicía
7. Patzún
8. Pochuta
9. San Andrés Itzapa
10. San José Poaquil
11. San Martín Jilotepeque
12. Santa Apolonia
13. Santa Cruz Balanyá
14. Tecpán Guatemala
15. Yepocapa
16. Zaragoza

## Langues
La langue maya prédominante dans le département de Chimaltenango est le cakchiquel, mais une grande partie des habitants parlent également l'espagnol.

## Sites archéologiques
Les sites archéologiques les plus connus du département sont Iximché et Mixco Viejo.